# Contea di Gapyeong
La contea di Gapyeong (Gapyeong-gun; 가평군; 加平郡) è una delle suddivisioni della provincia sudcoreana del Gyeonggi.